# Эро, Улисес

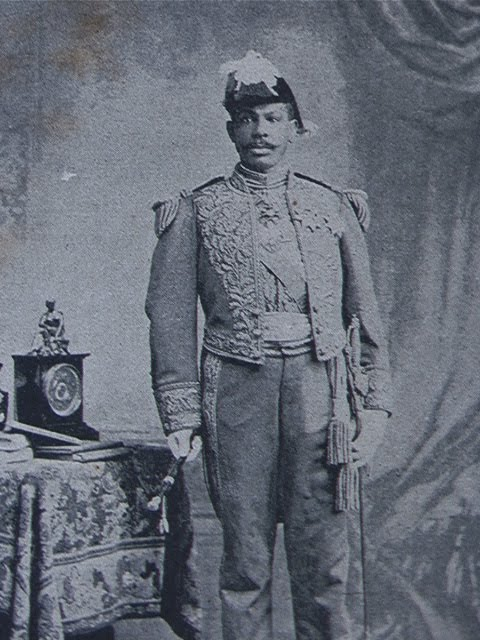
Президент Улисес Эро в 1893 г.

Улисес Иларион Эро Леберт (исп. Ulises Hilarión Heureaux Lebert; 21 октября 1845, Сан-Фелипе-де-Пуэрто-Плата, Доминиканская Республика — 26 июля 1899, Мока) — доминиканский политический деятель, диктатор, трижды президент Доминиканской Республики (1882—1884, 1887—1889, 1889—1899).

## Биография
Сын черной рабыни и белого плантатора-француза.
Брошенный отцом (позже давшему ему свою фамилию), обучался при методистской церкви. Научился свободно говорить и писать на французском и английском, владел гаитянским креольским языками.
В 1860-х годах вступил в ряды ополчения и доказал свою храбрость на поле боя, участвовал в восстании, в результате которого Доминикана добилась независимости от Испании. Однако, почти сразу же в республике начались внутренние конфликты.
Быстро продвинувшись в военной карьере, после Доминиканской войны за независимость, получил звание генерала. Стал одним из лидеров партии Partido Azul, был назначен военным министром и министром военно-морского флота, а в сентябре 1880 был назначен министром внутренних дел и полиции.
В 1882 году Улисес Эро занял пост президента Доминиканской Республики. Конституция страны запрещала повторное избрание его президентом. Однако, У. Эро добился того, чтобы в 1884, и затем в 1886 годах президентское кресло заняли его сторонники, что обеспечило ему фактический контроль над страной.
В 1887 он добился смены конституции и возможности самому занять пост президента. Жестоко расправился с протестующими против этого, приговорив многих из них к смертной казни. Разработал и внедрил разветвлённую сеть шпионов, доносчиков и тайной полиции, применял убийства и принудительную высылку инакомыслящих и политиков, отказывавшихся сотрудничать с его правительством. Наполнил тюрьмы политическими заключенными, ввел жёсткую цензуру в прессе и контролировал Конгресс.
Улисес Эро прилагал усилия к укреплению своего правительства, принял ряд мер по развитию национальной торговли и сельского хозяйства. При нём увеличился экспорт сахара, составлявшего основу доминиканского сельского хозяйства. С целью увеличения доходов, взамен за финансовую помощь его правительству, предоставил Нью-Йоркской компании San Domingo Improvement Company из США монопольное право на рынке сахара. Незадолго до смерти Улисес Эро, названная компания взяла под контроль также поступления от таможен.
Это позволило ему начать программу модернизации страны. Приступил к реализации нескольких амбициозных проектов, включая электрификацию города Санто-Доминго, строительство моста через реку Озама и железнодорожного пути, соединяющего Сантьяго-де-лос-Трейнта-Кабальерос и Сан-Фелипе-де-Пуэрто-Плата.
Убит в результате заговора в 1899 году.
Диктатура У. Эро привела страну к фактическому банкротству (на момент его смерти долг государства составлял $ 35 млн, что равнялось 15 госбюджетам) и вызвала сильную политическую нестабильность, что стало основной причиной последующего вмешательства США в 1916 году.